# لورنس ضد تكساس
كان «لورنس ضد تكساس، 539 الولايات المتحدة الأمريكية، 558 لعام 2003»، واحداً من قائمة القرارات المهمة للمحكمة العليا في الولايات المتحدة الأمريكية التي بتت بأن القوانين الأمريكية التي تمنع ممارسة النشاط الجنسي المثلي بشكل سري بين البالغين المقبلين بالرضا هي قوانين غير دستورية. أكدت المحكمة مفهوم «حق الخصوصية» الذي توصلت إليه في قضايا سابقة مثل قضية «روي ضد وايد» والذي نص عليه دستور الولايات المتحدة على الرغم من أنه لم يُذكر بشكل صريح، واستندت الحكومة في قرارها على مفهوم الاستقلالية في تحديد العلاقات الشخصية للفرد والتقاليد الأمريكية المتمثلة في عدم التدخل بالقرارات الجنسية الخاصة بين البالغين المقبلين بالرضا.
أُلقي القبض على جون جيديس لورنس جونيور في عام 1998 مع أحد معارفه بعد أن شاهدهم نواب رئيس الشرطة يمارسون الجنس في شقته في مقاطعة هاريس، واتُّهم كل من لورنس وشريكه تايرون غارنر بارتكاب جنحة بموجب قانون مكافحة اللواط، حيث اعترفا بدون أي سجال وحصلا على غرامة، ثم استُؤنفت الأحكام الصادرة بحقهم في محاكم الاستئناف في تكساس بمساعدة من منظمة الحقوق المدنية الأمريكية «لامبدا القانونية»، والتي حكمت في عام 2000 بعدم دستورية قانون اللواط.
ناشدت تكساس هيئة محكمة الاستئناف –التي ألغت حكمها السابق في عام 2001 وأيدت قانون اللواط– للاستماع إلى القضية مجدداً، حيث استأنف لورنس هذا القرار أمام محكمة تكساس للاستئناف الجنائي؛ والتي رفضت طلبه، فاستأنف أمام المحكمة العليا في الولايات المتحدة؛ والتي وافقت على سماع قضيته. ألغت المحكمة العليا قانون اللواط في تكساس بقرار أغلبية 6 ضد 3 أشخاص، ثم وسعت هذا القرار ليشمل 13 ولاية أخرى، وبالتالي أصبح النشاط الجنسي المثلي قانونياً في كل ولاية من الولايات المتحدة وأراضيها. كما أسقطت حكمها السابق بقرار من الأغلبية البالغة خمسة قضاة بشأن نفس المسألة في قضية «باورز ضد هاردويك» عام 1986، حيث أيدت طعن قانون جورجيا ولم تجد حماية دستورية للصحة الجنسية والإنجابية وحقوقها، كما رفضت قضية باورز بشكل واضح معتبرة أنها رأت اهتمامه بالحرية ضعيف جداً.
رأت المحكمة أن السلوك الجنسي للبالغين المقبلين بالرضا هو جزء من الحرية التي يحميها مضمون الإجراءات القانونية الواجبة بموجب البند الخاص بها وفق التعديل الرابع عشر لدستور الولايات المتحدة، حيث ألغى لورانس قوانين مماثلة لها في جميع أنحاء الولايات المتحدة التي تجرّم ممارسة اللواط بين البالغين بالرضا بشكل سري؛ أياً كان جنس الأشخاص المشاركين بالفعل. جذبت القضية الكثير من الاهتمام العام، حيث قُدّم عدد كبير من المذكرات القانونية من قبل «أصدقاء المحكمة» التي احتفل نشطاء حقوق المثليين بنتائجها، وهو الأمر الذي هيأ الظروف لإعادة النظر في قانون اللواط الثابت، بما في ذلك القضية البارزة «أوبرجيفيل ضد هودجز» التي اعترفت بزواج مثليي الجنس كحق أساسي بموجب دستور الولايات المتحدة.

## معلومات أساسية
غالباً ما تضمنت العقوبات القانونية لممارسة اللواط غرامات باهظة أو عقوبات بالسجن أو كليهما، حيث حُرم عام 1827 في بعض الولايات مثل ولاية إلينوي أي شخص مُدان بجريمة اللواط من حقوقه الأخرى مثل حق التصويت، كما فرضت عدة ولايات في أواخر القرن التاسع عشر وأوائل القرن العشرين قوانين تحسين النسل ضد أي شخص يُعتبر «منحرفاً جنسياً»، ورفضت أيضاً ولاية كونيتيكت في أواخر عام 1970 رخصة قيادة لرجل كونه «أقر باللواط».
كان لكل ولاية قانون لمكافحة اللواط اعتباراً من عام 1960، كما دعا قانون العقوبات النموذجي للمعهد الأمريكي في عام 1961 إلى إلغاء قوانين اللواط التي تنطبق على السلوك الخاص بالبالغين المقبلين بالرضا. تولى الاتحاد الأمريكي للحريات المدنية بعد ذلك بعامين أول قضية كبرى في معارضة هذه القوانين، حيث كان معظم القضاة غير متعاطفين مع الادعاءات التي أثارتها الإجراءات القانونية الموضوعية اللازمة. ألغت المحكمة في قضية «جريسوولد ضد كونيتيكت» عام 1965 قانوناً ينص على حظر استخدام وسائل منع الحمل من قبل المتزوجين، كما اعترفت المحكمة العليا في جريسوولد لأول مرة أن الشريكين –المتزوجين على الأقل– لديهم الحق في الخصوصية، وذلك بالاستناد على التعديل الرابع لدستور الولايات المتحدة الأمريكية المتعلق بحماية المنازل الخاصة من عمليات التفتيش والمصادرة بدون مذكرة مبنية على سبب وجيه.
يضمن التعديل الرابع لدستور الولايات المتحدة الأمريكية مراعاة الأصول القانونية في الولايات المتحدة، كما يؤكد التعديل التاسع أن الحقوق التي لم يحددها الدستور «تبقى بأيدي الشعب». استمعت المحكمة العليا في قضية باورز ضد هاردويك (1986) إلى الطعن الدستوري في قوانين اللواط ورفضته، وعارض القاضي بلاكمون تدخلات الدولة في الحياة الشخصية للفرد بغض النظر عن حالته الزوجية أو ميوله الجنسي قائلاً «لا يوجد سبب للتعامل مع حقوق الأزواج مثليي الجنس بشكل مختلف».

## التاريخ

### القبض على لورانس وغارنر
كان لورانس جونيور «الفني الطبي» ذو الـ 55 عاماً وأوبانكس صديقين لأكثر من عشرين عاماً، كما كانا على علاقة رومانسية متقطعة منذ عام 1990، وعندما كانا يستعدان في أحد الأيام لقضاء الليل في منزلهما غادر أوبانكس الثمل لشراء الصودا من آلة بيع قريبة، وقد كان غاضباً أن لورانس كان يمازح صديقهما المثلي غارنر، فاتصل بالشرطة وأخبر أن هناك «رجلا أسودا يحمل بندقية مصاب بالجنون» في شقة لورانس.
ذكر ضابطان من الشرطة أن لورانس وغارنر كانا يمارسان الجماع الشرجي والجنس الفموي في غرفة النوم، ولم يذكر الضابطان الآخران رؤية الشريكين يمارسان الجنس، ولكن اعترض لورانس مراراً وتكراراً على دخول الشرطة منزله.
قرر القاضي كوين اتهامهم بانتهاك قانون الولاية بسبب ممارستهم اللواط، وذلك بعد أن حصل على مساعدة النائب العام للتحقق من القوانين والتأكد من أنها تشمل النشاط الجنسي القائم داخل مكان الإقامة؛ والذي أخبره أن «الاتصال الجنسي المنحرف مع فرد آخر من نفس الجنس» هو جنحة من الدرجة الثالثة، وعلى أساسه قرر كوين إلقاء القبض على لورانس وغارنر واتهامهم بممارسة «الجنس المنحرف»، ولكن أقرت المحكمة في جلسة الاستماع بأنهم غير مذنبين بهذه التهمة وأُطلق سراحهم في منتصف الليل ذلك اليوم.

### الادعاء والاستئناف
أقنع أنصار حقوق المثليين كلا من لورنس وغارنر بعدم الطعن في التهم والترافع بدون اعتراض بدلاً من ذلك، حيث أدانهم قاضي الصلح مايك باروت بغرامة قدرها 100 دولار لكل مدعى عليه، وهي أقل من الحد الأدنى المطلوب للسماح لهم باستئناف الإدانات، وقد أدرك محامو الدفاع هذا الأمر وطلبوا من القاضي زيادة الغرامة، فرفعها إلى 125 دولار بعد موافقة المدعي العام.
رفض القاضي شيرمان إسقاط القضية بعد أن طلب محاموهم من المحكمة إسقاط التهم المنسوبة إليهم بموجب التعديل الرابع عشر لدستور الولايات المتحدة، وحكم المدعي العام مجدداً «من دون طعن» مع غرامة لكل منهما بمبلغ متفق عليه يبلغ قدره 200 دولار.
وجد القاضي أندرسون وكبير القضاة بول مورفي أن قانون ولاية تكساس غير الدستوري هو انتهاك لتعديل الحقوق المتساوية لدستور عام 1972 الذي يمنع التمييز بين المواطنين على أساس الجنس أو العرق أو اللون أو العقيدة أو القومية، وقررت المحكمة على أساسه إعادة النظر في القضية؛ ولكن نقضت لجنة مؤلفة من ثلاثة قضاة مؤيدين لدستورية القانون القرار.
طلب محامو لورانس وغارنر من محكمة الاستئناف الجنائية في تكساس –أعلى محكمة استئناف لمراجعة القضايا في تكساس– مراجعة القضية، ورُفض هذا الطلب في 17 أبريل عام 2002 بعد تأخير مدته عام، حيث وصف هارلو هذا الرفض بأنه «تنازل كبير عن المسؤولية القضائية».

## القرار
أصدرت المحكمة العليا في 26 يونيو عام 2003 قراراً بأغلبية 6 ضد 3 أشخاص لصالح لورنس ألغى قانون ولاية تكساس، حيث اعتبره خمسة قضاة أنه ينتهك بند مراعاة الأصول القانونية، بينما اعتبر ساندرا داي أوكونر القاضي السادس أنه ينتهك بند المساواة في الحماية.